# Узуєв Магомед Ях'яєвич
Магомед Ях'яєвич Узуєв (1917 , Ітум-Кале  — 22 червня 1941 , Берестейська фортеця ) — чеченець, старший сержант РККА, учасник Німецько-радянської війни, заступник командира навчального взводу 333-го стрілецького полку 6-ї стрілецької Орловської Червонопрапорної дивізії, Герой Російської Федерації (1996, посмертно).

## Біографія
Народився 1917 року в селі Ітум-Калі Чеченського округу Терської області (нині Ітум-Калінського району Чеченської Республіки) у сім'ї службовця. Закінчив робітничий факультет Грозненського нафтового інституту в 1937 році. Працював в Ітум-Калинському райкомі ВКП(б).
У 1940 році почав службу в Червоній Армії у Бресті, у 6-й стрілецькій дивізії Білоруського Особливого військового округу. Закінчив полкову школу молодшого командного складу. Був призначений заступником командира навчального взводу 333 стрілецького полку.
22 червня 1941 року розпочалася Німецько-радянська війна. Казарми 333 полку були біля Тереспольських воріт у Цитаделі. Полк одним із перших прийняв удар ворога. У перший день війни, коли німці прорвалися у фортецю, він обв'язав себе гранатами і кинувся в гущу наступаючих.
19 лютого 1996 року Магомеду Ях'яєвичу Узуєву було присвоєне звання Героя Російської Федерації (посмертно).

## Пам'ять
- Його ім'я увічнено на меморіалі захисникам Брестської фортеці.
- Заставі «Хачарой-Екх» Аргунського прикордонного загону присвоєно ім'я Магомеда Узуєва.
- Його ім'ям названо вулиці у Грозному та Ітум-Калі.